# Брэкетт, Ли
Ли Дуглас Брэкетт (англ. Leigh Douglass Brackett; 7 декабря 1915, Лос-Анджелес, Калифорния — 18 марта 1978, Ланкастер, Калифорния) — американская писательница и сценаристка, жена Эдмонда Гамильтона.

## Биография
Родилась в семье бухгалтера и начинающего писателя Уильяма Франклина Брэкетта. В 1918 году отец умер от «испанки», после чего Ли вместе с матерью, Маргарет Дуглас Брэкетт, поселились у дедушки и бабушки по материнской линии в Санта-Монике.
Как писатель дебютировала в 1940 году в журнале «Astounding Science Fiction» с рассказом «Марсианский гладиатор». Наибольшую известность ей принесли произведения с придуманным в 1945 году героем Эриком Джоном Старком.
Написала сценарии для фильмов: «Глубокий сон» (1946) (в соавторстве с Уильямом Фолкнером), «Рио Браво» (1959), «Рио Лобо» (1970), «Долгое прощание» (1973) и др.
Умерла Ли Брэкетт 18 марта 1978 года от рака. Её последней работой стала ранняя версия сценария к фильму «Звёздные войны. Эпизод V. Империя наносит ответный удар» (1980).
В 2020 году её роман «Пути Немезиды» («Тень над Марсом», 1945) был отмечен премией «Ретро-Хьюго».